# Andries Olthoff
Andries Olthoff (Niekerk, 30 september 1857 - Groningen, 25 juni 1912) was een Nederlandse burgemeester.

## Leven en werk
Olthoff was een zoon van de hoofdonderwijzer Gerrit Olthoff en Martje Krijthe. Hij werd gemeentesecretaris van de Groningse plaats Kantens. In 1901 werd hij benoemd als opvolger van Synco Reijnders tot burgemeester van Borger. Hij werd benoemd ondanks het feit, dat de burgemeester van Kantens had gemeld, dat hij als secretaris niet nauwgezet zou werken en te weinig theoretische kennis bezat. Hij kon, aldus zijn vorige superieur, wel goed met mensen omgaan. Tijdens zijn burgemeesterschap was hij voorzitter van de coöperatieve zuivelfabriek in Borger. Hij bedankte in 1907 voor het bestuurslidmaatschap omdat hij niet wilde meewerken aan het ontslag van de toenmalige directeur.
Olthoff trouwde op 30 juni 1886 te Groningen met Sjouktje van Dam. Beiden overleden op vrij jonge leeftijd. Zijn vrouw in 1909 op 42-jarige leeftijd en hijzelf in 1912 op 54-jarige leeftijd. Hij werd als burgemeester opgevolgd door de oudste wethouder Jan Beuving, die al tijdens zijn ziekteperiode waarnemend burgemeester was geweest.